# Дончо Чупаринов
Дончо Василев Чупаринов е български офицер и революционер, деец на Вътрешната македонска революционна организация.

## Биография
Дончо Чупаринов е роден през 1892 година в Панагюрище. Произлиза от уважавано семейство в града, завършва гимназия и завършва право в Софийски университет. Завършва Школата за запасни офицери и участва като офицер в Първата световна война. За проявен героизъм в сраженията при Криволак е награден с орден, а след войната работи като адвокат в София.
През 1921 година Дончо Чупаринов се присъединява към ВМРО на Тодор Александров и участва във въоръжени акции на организацията. През 1922 година се запознава с Иван Михайлов, с когото завързва приятелски отношения. Дончо Чупаринов, заедно с Петър Станчев, поема ръководството на Софийския пункт на ВМРО и изпълнява специални задачи. През пролетта на 1924 година Чупаринов придружава Тодор Александров в пътуването му през Истамбул до Италия.
След убийството на Тодор Александров Дончо Чупаринов участва в Горноджумайските събития, организира и конгреса на ВМРО в Сърбиново през февруари 1925 година. След решението за крайното изпълнение на смъртната присъда на Тодор Паница Дончо Чупаринов и Петър Станчев обучават и изпращат Менча Кърничева във Виена.

Дончо Чупаринов загива на 16 април 1925 година при атентата в църквата „Света Неделя“. За него Менча Кърничева пише в спомените си: 
| „ | Много възпитан и симпатичен човек. Дончо бе незаменим другар на Радко (Иван Михайлов), той никога в живота си не можа да го забрави. | “ |